# Aegophagamyia inornata
Aegophagamyia inornata är en tvåvingeart som först beskrevs av Austen 1920.  Aegophagamyia inornata ingår i släktet Aegophagamyia och familjen bromsar.
Artens utbredningsområde är Seychellerna. Inga underarter finns listade i Catalogue of Life.